# 138 pr. n. št.

## Rojstva
- Lucij Kornelij Sula, rimski politik in državnik († 78 pr. n. št.)

## Smrti
- Mitridat I. Partski, veliki kralj Partskega cesarstva (* 195 pr. n. št.)